# Konnapura, Malavalli
Konnapura là một làng thuộc tehsil Malavalli, huyện Mandya, bang Karnataka, Ấn Độ.